# Župnija Šentgotard
Župnija Šentgotard je rimskokatoliška teritorialna župnija dekanije Zagorje nadškofije Ljubljana.

## Cerkev
- Cerkev sv. Gotarda, Šentgotard
- Cerkev sv. Mohor in Fortunat, V Zideh